# Turečtina
Turečtina je turkický jazyk používaný zejména v Turecku, Bulharsku, na Kypru, v Německu, na území bývalé Osmanské říše a je také jazykem několika milionů imigrantů v zemích Evropské unie. Osmanská turečtina používala výhradně turecké osmanské písmo (variantu arabského písma) až do roku 1928, kdy byla na popud Kemala Atatürka zavedena latinka.
Turečtina je tzv. aglutinační jazyk, to znamená, že vytváří gramatickou informaci tím, že ke kořeni slova připojuje afixy, tedy předpony, přípony či vpony.
Mezi turečtinou a jinými oghuzskými jazyky, např. azerštinou, turkmenštinou či kazaštinou, je poměrně vysoká úroveň vzájemné srozumitelnosti. Počet rodilých mluvčích v této podskupině dosahuje 100 milionů a celkový počet mluvčích 125 milionů.

## Rozšíření jazyka
V Turecku a turecké části Kypru je turečtina úředním jazykem, turecky však mluví i mnoho menšin po celém světě.

## Abeceda
Turečtina používá od roku 1928 pro zápis latinku. Turecká abeceda sestává z 29 písmen. 
Samohlásek je 8 (A, E, I, İ, O, Ö, U, Ü) a 21 souhlásek. Některá písmena (Â, Ç, Ğ, I, İ, Ö, Ş a Ü) byla upravena tak, aby odpovídala fonetickým potřebám jazyka.
Velká písmena: A, Â, B, C, Ç, D, E, F, G, Ğ, H, I, İ, J, K, L, M, N, O, Ö, P, R, S, Ş, T, U, Ü, V, Y, Z
Malá písmena: a, â, b, c, ç, d, e, f, g, ğ, h, ı, i, j, k, l, m, n, o, ö, p, r, s, ş, t, u, ü, v, y, z.

### Názvy písmen
Názvy písmen představujících samohlásku jsou samohlásky samy, zatímco názvy souhlásek odpovídají souhláska + e. Jediná výjimka je písmeno ğ, jeho název je „yumuşak ge“ („měkké gé“)
a, be, ce, çe, de, e, fe, ge, yumuşak ge, he, ı, i, je, ke, le, me, ne, o, ö, pe, re, se, şe, te, u, ü, ve, ye, ze.

### Výslovnost
Turecký pravopis je vždy fonetický a zápis každého slova odpovídá jeho výslovnosti. Následující tabulka obsahuje turecká písmena, jejich ekvivalenty v mezinárodní fonetické abecedě a jejich přibližná výslovnost podle češtiny
| Písmeno | Písmeno | IPA          | Přibližná výslovnost v češtině              | Písmeno | Písmeno | IPA | Přibližná výslovnost v češtině |
| ------- | ------- | ------------ | ------------------------------------------- | ------- | ------- | --- | ------------------------------ |
| A       | a       | /a/          | jako a                                      | M       | m       | /m/ | jako m                         |
| B       | b       | /b/          | jako b                                      | N       | n       | /n/ | jako n                         |
| C       | c       | /dʒ/         | jako dž                                     | O       | o       | /o/ | jako o                         |
| Ç       | ç       | /tʃ/         | jako č                                      | Ö       | ö       | /œ/ | jako německé ö                 |
| D       | d       | /d/          | jako d                                      | P       | p       | /p/ | jako p                         |
| E       | e       | /e/          | jako e                                      | R       | r       | /ɾ/ | jako r                         |
| F       | f       | /f/          | jako f                                      | S       | s       | /s/ | jako s                         |
| G       | g       | /g/ nebo /ɟ/ | jako g                                      | Ş       | ş       | /ʃ/ | jako š                         |
| Ğ       | ğ       | /ɣ/          | prodlužuje předchozí samohlásku             | T       | t       | /t/ | jako t                         |
| H       | h       | /h/          | jako h                                      | U       | u       | /u/ | jako u                         |
| I       | ı       | /ɯ/          | tzv. zadopatrové i, jako i vyslovené v krku | Ü       | ü       | /y/ | jako německé ü                 |
| İ       | i       | /i/          | jako i                                      | V       | v       | /v/ | jako v                         |
| J       | j       | /ʒ/          | jako ž                                      | Y       | y       | /j/ | jako j                         |
| K       | k       | /k/ nebo /c/ | jako k                                      | Z       | z       | /z/ | jako z                         |
| L       | l       | /ɫ/ nebo /l/ | jako l                                      |         |         |     |                                |

## Přízvuk
Obecně přízvuk v turečtině leží na poslední slabice. Výjimkou jsou příslovce, citoslovce, spojky, oslovení, zeměpisné názvy a některé přípony. V některých případech přízvuk určuje význam slova (například ártık/arık).

## Příklady

### Číslovky
| Turecky | Česky |
| bir     | jeden |
| iki     | dva   |
| üç      | tři   |
| dört    | čtyři |
| beş     | pět   |
| altı    | šest  |
| yedi    | sedm  |
| sekiz   | osm   |
| dokuz   | devět |
| on      | deset |

## Užitečné fráze
| Turecky            | Česky               |
| Merhaba!           | Ahoj!               |
| Günaydın!          | Dobré ráno!         |
| Iyi akşamlar!      | Dobrý večer!        |
| Hoşça kal!         | Na shledanou!       |
| Allaha ısmarladık! | Na shledanou!       |
| Görüşürüz!         | Uvidíme se později! |
| Evet               | Ano                 |
| Hayır              | Ne                  |
| Lütfen             | Prosím!             |
| Pardon             | Promiňte            |
| Teşekkür ederim    | Děkuji              |

## Vzorový text
Otčenáš (modlitba Páně):
Göklerdeki Babamız,
Adın kutsal kılınsın.
Egemenliğin gelsin.
Gökte olduğu gibi,
yeryüzünde de Senin istediğin olsun.
Bugün bize gündelik ekmeğimizi ver.
Bize karşı suç işleyenleri bağışladığımız gibi,
Sen de bizim suçlarımızı bağışla.
Ayartılmamıza izin verme.
Bizi kötü olandan kurtar.
Amin.

### Všeobecná deklarace lidských práv
| turecky | Bütün insanlar hür, haysiyet ve haklar bakımından eşit doğarlar. Akıl ve vicdana sahiptirler ve donatılmış olan birlikte kardeşlik ruhu içinde hareket etmelidirler. |
| česky   | Všichni lidé se rodí svobodní a sobě rovní co do důstojnosti a práv. Jsou nadáni rozumem a svědomím a mají spolu jednat v duchu bratrství.                           |